# Caneleiro
O caneleiro (Pachyramphus castaneus) é uma espécie de ave da família Tityridae.
Pode ser encontrada nos seguintes países: Argentina, Bolívia, Brasil, Colômbia, Equador, Paraguai, Peru e Venezuela.
Os seus habitats naturais são: florestas subtropicais ou tropicais húmidas de baixa altitude, regiões subtropicais ou tropicais húmidas de alta altitude e florestas secundárias altamente degradadas.